# ناتالي فيرين
ناتالي فيرين (بالإيطالية: Nathalie Viérin)‏ مواليد 15 أكتوبر 1982 في أوستا، هي لاعبة كرة مضرب إيطالية سابقة بدأت مسيرتها كمحترفة سنة 1998 وكانت تلعب باليد اليمنى، اعتزلت اللعب في 2010. أعلى تصنيف لها في الفردي كان المركز الـ 103 في سنة 2006. أعلى تصنيف لها في الزوجي كان المركز الـ 304 في سنة 2007.

## روابط خارجية
- ناتالي فيرين على موقع رابطة محترفات التنس (الإنجليزية)
- ناتالي فيرين على موقع الاتحاد الدولي لكرة المضرب (الإنجليزية)